# Зофија Стријенска
Зофија Стријенска (рођена Lubańska) (13. мај 1891, Краков − 28. фебруар 1976. Женева) - била је пољска сликарка, илустраторка, графички дизајнер, сценограф, представник ар декоа. Заједно са Олгом Бознанском и Тамаром де Лемпицком, била је једна од најпознатијих пољских уметница у међуратном периоду. Тридесетих година била је номинована за престижни Златни ловор Пољске академије за књижевност, али је одбила понуду.

## Биографија
Стријенска је била најстарије од шесторо деце Франчишека Лубањског. Као дете често је цртала и сликала. Прво је похађала занатску школу, затим учитељску богословију, а до 1909. приватну уметничку школу Леонарда Стројновског. 1909. године започела је студије сликарства у женској школи ликовних уметности Марије Њиђелске. Дипломирала је 1911. године са одличом оценом за сликарство и примењену уметност. 1910. придружила се оцу на путовању у Италију преко Аустроугарске, током којег су посетили галерије и музеје у Бечу и Венецији. Као млада девојка радила је за часописе као што су „Улога“ и „Глас народа“.
Дана 1. октобра 1911. примљена је на Академију ликовних уметности у Минхену; примљено је само 40 од око 200 кандидата. Користила је име свог брата, Тадеуша и облачила се као младић, јер у то време академија није прихватала жене. После годину дана, њене колеге студенти почели су да постају сумњичави. Вратила се у Краков, где је радила на сликарству и књижевности. Њен први уметнички успех био је 1912, када је Краковско друштво пријатеља ликовне уметности на своју изложбу уврстило 18 њених акварелних илустрација пољских басни.
У мају 1913. Јержи Вархаловски, уметнички критичар пољског часописа „Време“, опширно је расправљао о Зофији Лубањски, чинећи је познатом и започињући њену каријеру. У то време се породица преселила у боемски Краков, где је упознала Зеленског, Здислава Јахимецког, Пушетова и Војчеха Косака. Спријатељила се са Магдаленом Самозвањец и њеном сестром Маријом Павликовском-Јасножевском.

### Међуратни период
Дана 4. новембра 1916. Зофија се удала за Карола Стријенског, архитекту закопанског стила. Имали су троје деце: ћерку Магду и близанце Јацека и Јана. Стријенски је своју супругу представио својим пријатељима, уметницима и представницима светске књижевности. Упознала је, између осталог, Владислава Скочиласа, Хенрика Кунеа, Стефана Жеромског, Владислава Рејмонта, Станислава Игнаци Виткјевича и касније неколико песника из Скамандер групе.
У периоду 1921 - 1927. живела је у Закопанима, где је њен супруг радио као директор Школе за дрвну индустрију. Овај период је започео срећно и са обилном креативношћу. Међутим, са годинама се све више удаљавала од Карола, што је на крају довело до отвореног сукоба и развода 1927. године. Карол је умро 1932.
Након развода преселила се у Варшаву, где се 1929. године удала за глумца Артура Клеменса Соча. Брак је убрзо окончан, јер је открила да он пати од сифилиса. Крајем тридесетих година била је повезана, такође на кратко, са архитектом и бонвиваном Ахилесом Брезом, а затим са путником и писцем Аркадијем Фидлером.
У првој половини 1930-их била је заборављени уметник. Стријенска није желела да тражи признање. Новац јој је био преко потребан, јер је продала мало слика. Тек 1938. године добила је неколико наруџби пољског Министарства спољних послова, укључујући једну за ћилим за јапанског цара Хирохита. Учествовала је у унутрашњем уређењу пољских путничких бродова „Батори“ и „Пилсудски“ и унутрашњем уређењу Веделове кафане. Људи су поново почели да купују њене слике словенске и историјске тематике.
Други светски рат провела је у Кракову. 1943. године открила је да има сифилис који јој је захватио очи тако да понекад није могла да слика. Почетком 1945. године Руси су ушли у град успостављајући комунистички режим. Стријенска је одлучила да напусти Пољску. Придружила се својој деци у Женеви. После много година у Паризу, настанила се у Женеви, где су живеле њена ћерка и синови. Покушала је да оде у САД, тражећи помоћ од фондације Кошћушко. Међутим, одбор Фондације ју је одбио. Наставила је да живи врло скромно у Женеви, помагала су је деца. Остала је емоционално повезана са Пољском и пољском културом, Швајцарска јој је остала страна. Умрла је 1976. у Женеви и сахрањена на локалном гробљу Шене-Бург.

## Уметнички рад
Стријенска је била део уметничке групе „Ритам“. На њу је утицала и Млада Пољска (Młoda Polska), стилски разноврстан уметнички покрет активан између 1890. и 1918. године. Углавном се користила техником темпере, производећи литографије, цртеже, постере, дизајнирајући играчке, таписерије, сценске поставке, сценске костиме и правећи илустрације књига.
Међу њеним најпознатијим делима су: пасторала, циклус словенских идола и Passover, као и илустрације песме бискупа Красицког „Монахомахи“, „Годишња доба“, Божићне песме, Четири пољска плеса и сакраменти.
Украсила је део пољског павиљона на изложби Internationale des Arts Decoratifs et Industriels Modernes у Паризу 1925. године, серију од шест слика током дванаест месеци, које су приказивале живот на селу и сезонске промене. Ово дело донело јој је европску славу и пет награда Светске трговине. Направила је серију слика на којима су приказани пољски уметници народних плесова 1927.

## Признање
1930. године влада јој је доделила највишу награду, Polonia Restituta. 1936. Пољска академија књижевности доделила јој је Златни академски венац за допринос пољској уметности уопште. После Другог светског рата одбила је да се придружи комунистичком Савезу пољских писаца. Стога је званична политика била да је игнорише као уметницу и систематски је назива безначајном. Па ипак, влада је репродуковала њену уметност не плаћајући јој хонораре. Није се жалила на пропуштени приход, али је жалила због лошег квалитета репродукција. Тек 1989. године рехабилитована је у Пољској и поново препозната као велика пољска уметница. Марија Гронска је 1991. године представила њен рад у монографији. 2008. године, Национални музеј у Кракову организовао је сјајну ретроспективну изложбу дела Стријенске. Изложба је 2009. посетила Национални музеј у Познању и Национални музеј у Варшави. Изложбу је пратио богато илустровани каталог и библиографија, које је уредио Свјатослав Ленартович, кустос изложбе. 2011. године, Стријенска је на пољском комеморативном новчићу од 2 злота.